# Поташня (Обухівський район)
Пота́шня — село в Україні, у Обухівському районі Київської області. Населення становить 87 осіб.